# Ectoedemia pelops
Ectoedemia pelops là một loài bướm đêm thuộc họ Nepticulidae. It is found near the Murray-Darling basin in New South Wales.
Ấu trùng có thể ăn Capparis mitchellii. Chúng có thể ăn lá nơi chúng làm tổ.